# Taru Valjakka

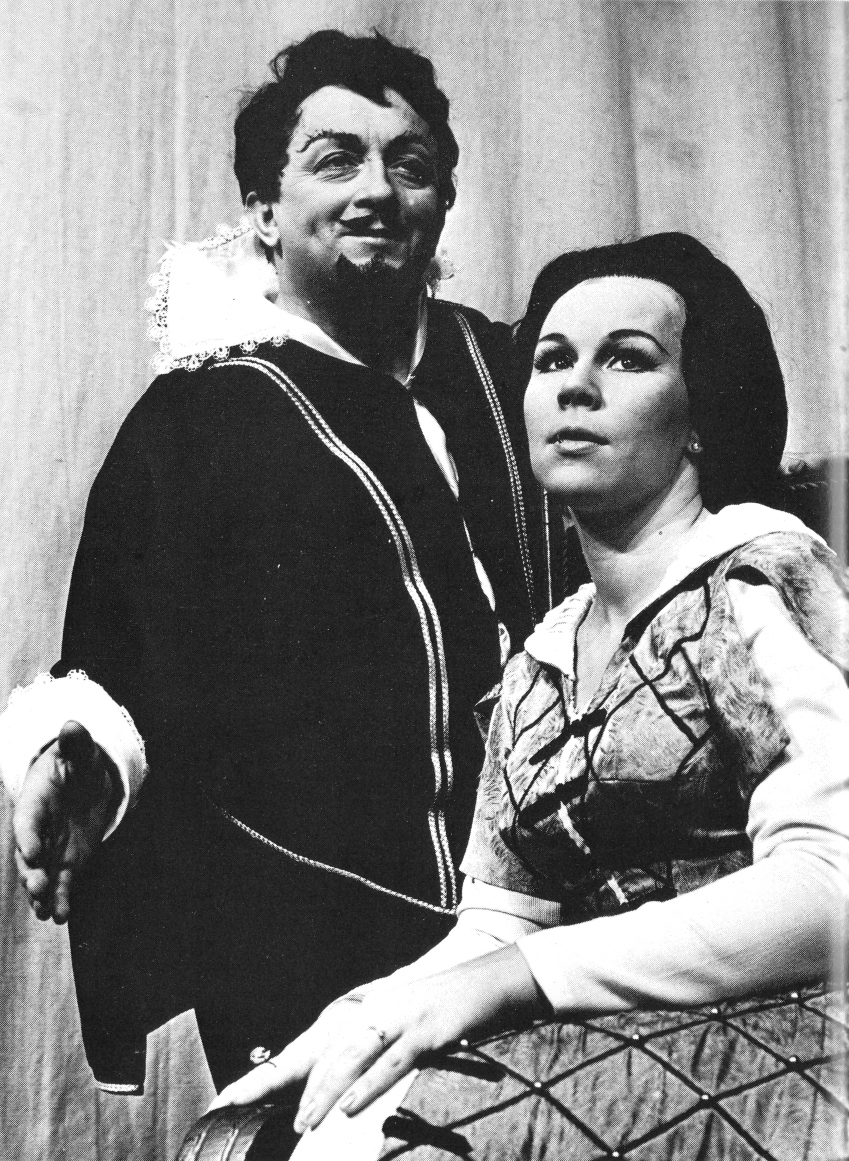
Veikko Tyrväinen en Taru Valjakka in 1964

Taru Aura Helena Valjakka (Helsinki, 16 september 1938) is een Finse sopraan, muziekpedagoge en schrijfster.
Ze begon pas laat met zingen. Ze studeerde in Helsinki, Stockholm, Londen en Santiago de Compostella. Haar podiumdebuut vond plaats in 1964 in de opera Don Giovanni. Ze trad in 1969 toe tot de Finse Opera. Ze zong onder bekende dirigenten als Antal Doráti, Jan Krenz en Rafael Frübeck de Burgos. In 1973 gaf ze Aulis Sallinen opdracht voor het schrijven van Vier liederen over dromen. Dat werkje zette de componist aan tot het componeren van de opera De Ruiter, waarin zij de leidende rol kreeg. Daarna zong ze ook standaardrepertoire, maar mocht ze ook een rol spelen in de volgende opera van Sallinen, Punainen viiva. Daarnaast bleef ze ook solorecitals geven en nam ze muziekalbums op met bijvoorbeeld cantates van Johann Sebastian Bach, maar ook liederen van Leif Segerstam en Alban Berg.
In 1986 verscheen ze in de film Uuno Turhapuro muutta Maalle. Haar gedichtenbundel verscheen in 2006.
- Bibsys: 90063612
- Bibliothèque nationale de France: cb140024307 (data)
- Gemeinsame Normdatei: 134545087
- International Standard Name Identifier: 0000 0000 6311 257X
- Library of Congress Control Number: n81080901
- MusicBrainz: a9e11d92-6d54-4593-a1ad-fec84b01277d
- Nationale Bibliotheek van Israël: 987007334427205171
- Nationale Bibliotheek van Polen: a0000002612504
- Virtual International Authority File: 74048191
- WorldCat: E39PBJxmH7GvdWrCmJXxVkQH4q